# Herpetoglossa
Genre
Herpetoglossa est un genre de coraux durs de la famille des Fungiidae.

## Liste d'espèces
Selon ITIS (4 juillet 2015), le genre Herpetoglossa comprend l'espèce suivante :
- Herpetoglossa simplex Gardiner, 1905

Selon World Register of Marine Species (4 juillet 2015), Herpetoglossa est un genre non valide assimilé à Ctenactis, comprenant les espèces suivantes :
- Ctenactis albitentaculata Hoeksema, 1989
- Ctenactis crassa Dana, 1846
- Ctenactis echinata Pallas, 1766